# Argentina ai Giochi olimpici
L'Argentina ha partecipato per la prima volta ai Giochi olimpici nel 1900.
Gli atleti argentini hanno vinto un totale di 80 medaglie ai Giochi olimpici estivi, per lo più nel pugilato.  La nazione non ha vinto alcuna medaglia ai Giochi olimpici invernali.
Il Comitato Olimpico Nazionale per l'Argentina fu creato e riconosciuto nel 1923.

## Medaglieri

### Medaglie ai Giochi olimpici estivi
| Giochi                 | Oro              | Argento          | Bronzo           | Totale           |
| ---------------------- | ---------------- | ---------------- | ---------------- | ---------------- |
| Atene 1896             | non partecipante | non partecipante | non partecipante | non partecipante |
| Parigi 1900            | 0                | 0                | 0                | 0                |
| Saint Louis 1904       | non partecipante | non partecipante | non partecipante | non partecipante |
| Londra 1908            | 0                | 0                | 0                | 0                |
| Stoccolma 1912         | non partecipante | non partecipante | non partecipante | non partecipante |
| Anversa 1920           | 0                | 0                | 0                | 0                |
| Parigi 1924            | 1                | 3                | 2                | 6                |
| Amsterdam 1928         | 3                | 3                | 1                | 7                |
| Los Angeles 1932       | 3                | 1                | 0                | 4                |
| Berlino 1936           | 2                | 2                | 3                | 7                |
| Londra 1948            | 3                | 3                | 1                | 7                |
| Helsinki 1952          | 1                | 2                | 2                | 5                |
| Melbourne 1956         | 0                | 1                | 1                | 2                |
| Roma 1960              | 0                | 1                | 1                | 2                |
| Tokyo 1964             | 0                | 1                | 0                | 1                |
| Città del Messico 1968 | 0                | 0                | 2                | 2                |
| Monaco di Baviera 1972 | 0                | 1                | 0                | 1                |
| Montréal 1976          | 0                | 0                | 0                | 0                |
| Mosca 1980             | non partecipante | non partecipante | non partecipante | non partecipante |
| Los Angeles 1984       | 0                | 0                | 0                | 0                |
| Seul 1988              | 0                | 1                | 1                | 2                |
| Barcellona 1992        | 0                | 0                | 1                | 1                |
| Atlanta 1996           | 0                | 2                | 1                | 3                |
| Sydney 2000            | 0                | 2                | 2                | 4                |
| Atene 2004             | 2                | 0                | 4                | 6                |
| Pechino 2008           | 2                | 0                | 4                | 6                |
| Londra 2012            | 1                | 1                | 2                | 4                |
| Rio de Janeiro 2016    | 3                | 1                | 0                | 4                |
| Tokyo 2020             | 0                | 1                | 2                | 3                |
| Parigi 2024            | 1                | 1                | 1                | 3                |
| Totale                 | 22               | 27               | 31               | 80               |

### Medaglie ai Giochi olimpici invernali

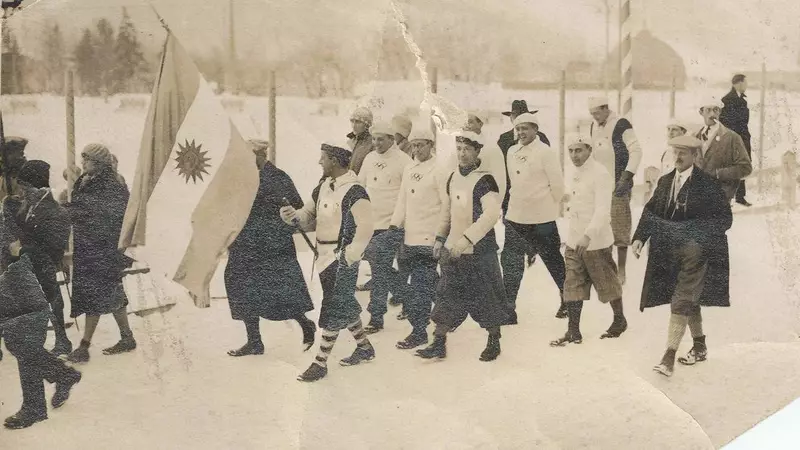
La delegazione argentina alle Olimpiadi di

| Giochi                      | Oro              | Argento          | Bronzo           | Totale           |
| --------------------------- | ---------------- | ---------------- | ---------------- | ---------------- |
| 1924 Chamonix               | non partecipante | non partecipante | non partecipante | non partecipante |
| 1928 St. Moritz             | 0                | 0                | 0                | 0                |
| 1932 Lake Placid            | non partecipante | non partecipante | non partecipante | non partecipante |
| 1936 Garmisch-Partenkirchen | non partecipante | non partecipante | non partecipante | non partecipante |
| 1948 St. Moritz             | 0                | 0                | 0                | 0                |
| 1952 Oslo                   | 0                | 0                | 0                | 0                |
| 1956 Cortina d'Ampezzo      | non partecipante | non partecipante | non partecipante | non partecipante |
| 1960 Squaw Valley           | 0                | 0                | 0                | 0                |
| 1964 Innsbruck              | 0                | 0                | 0                | 0                |
| 1968 Grenoble               | 0                | 0                | 0                | 0                |
| 1972 Sapporo                | 0                | 0                | 0                | 0                |
| 1976 Innsbruck              | 0                | 0                | 0                | 0                |
| 1980 Lake Placid            | 0                | 0                | 0                | 0                |
| 1984 Sarajevo               | 0                | 0                | 0                | 0                |
| 1988 Calgary                | 0                | 0                | 0                | 0                |
| 1992 Albertville            | 0                | 0                | 0                | 0                |
| 1994 Lillehammer            | 0                | 0                | 0                | 0                |
| 1998 Nagano                 | 0                | 0                | 0                | 0                |
| 2002 Salt Lake City         | 0                | 0                | 0                | 0                |
| 2006 Torino                 | 0                | 0                | 0                | 0                |
| 2010 Vancouver              | 0                | 0                | 0                | 0                |
| 2014 Soči                   | 0                | 0                | 0                | 0                |
| 2018 PyeongChang            | 0                | 0                | 0                | 0                |
| 2022 Pechino                | 0                | 0                | 0                | 0                |
| Totale                      | 0                | 0                | 0                | 0                |

### Medaglie per sport
| Sport             | Oro | Argento | Bronzo | Totale |
| ----------------- | --- | ------- | ------ | ------ |
| Pugilato          | 7   | 7       | 10     | 24     |
| Atletica          | 2   | 3       | 0      | 5      |
| Calcio            | 2   | 2       | 0      | 4      |
| Ciclismo          | 2   | 0       | 0      | 2      |
| Polo              | 2   | 0       | 0      | 2      |
| Vela              | 1   | 5       | 5      | 11     |
| Hockey su prato   | 1   | 3       | 3      | 7      |
| Canottaggio       | 1   | 1       | 2      | 4      |
| Nuoto             | 1   | 1       | 1      | 3      |
| Pallacanestro     | 1   | 0       | 1      | 2      |
| Judo              | 1   | 0       | 1      | 2      |
| Taekwondo         | 1   | 0       | 0      | 1      |
| Tennis            | 0   | 2       | 3      | 5      |
| Sollevamento pesi | 0   | 1       | 1      | 2      |
| Equitazione       | 0   | 1       | 0      | 1      |
| Tiro              | 0   | 1       | 0      | 1      |
| Pallavolo         | 0   | 0       | 2      | 2      |
| Scherma           | 0   | 0       | 1      | 1      |
| Rugby a 7         | 0   | 0       | 1      | 1      |
| Totale            | 22  | 27      | 31     | 80     |